# Cuspidaria wollastoni
Cuspidaria wollastoni är en musselart som beskrevs av E. A. Smith 1885. Cuspidaria wollastoni ingår i släktet Cuspidaria och familjen Cuspidariidae. Inga underarter finns listade i Catalogue of Life.